# 方家镇
方加镇，是中华人民共和国四川省眉山市仁寿县下辖的一个乡镇级行政单位。2019年12月，撤销曲江镇，将其所属行政区域划归方家镇管辖。

## 行政区划
方加镇下辖以下地区：
龙方社区、东升村、甘泉村、武通村、友爱村、斑竹村、太平村、菊弯村、哨楼村和东岳村。